# Нижнелукинская
Нижнелукинская — нежилая деревня в Шенкурском районе Архангельской области. Входит в состав муниципального образования «Сюмское».

## География
Деревня расположена в южной части Архангельской области, в таёжной зоне, в пределах северной части Русской равнины, в 68 километрах на северо-запад от города Шенкурска, на левом берегу реки Сюма, притока Ваги. Ближайшие населённые пункты: на западе деревня Ермолинская.
Часовой пояс
Нижнелукинская, как и вся Архангельская область, находится в часовой зоне МСК (московское время). Смещение применяемого времени относительно UTC составляет +3:00.

## Население
| 2002 | 2010 | 2012 |
| ---- | ---- | ---- |
| 0    | →0   | →0   |

## История
Указана в  «Списке населённых мест Архангельской губернии к 1905 году» как деревня Нижнелукинская(Екимова). Насчитывала 11 дворов, 51 мужчину и 49 женщин. В административном отношении деревня входила в состав Устьсюмского сельского общества Предтеченской волости Шенкурского уезда.
1 января 1908 году деревня оказалась в составе новой Устьсюмской волости, которая выделилась из Предтеченской. На 1 мая 1922 года в поселении 9 дворов, 20 мужчин и 27 женщин.